# 湯道 (映画)
『湯道』（ゆどう）は、2023年2月23日に公開された日本映画。監督は鈴木雅之、主演は生田斗真。また、タイトルにもある「湯道」の提唱者である小山薫堂が企画・脚本を担当した。

## あらすじ
本作品では、日本において入浴の作法を極めたものが「湯道」とされ、茶道や華道などのような芸道として継承されているという設定である。
東京で建築家として活躍している三浦史朗は、地方にある実家の銭湯「まるきん温泉」に帰省する。銭湯は史朗の弟・三浦悟朗が継いでおり、秋山いづみという若い女性が住み込みで雇われている。亡き父の葬儀にも帰らなかった史朗に対し悟朗は冷たくあしらうが、史朗はなりゆきで銭湯の仕事を手伝う。実は史郎は仕事に挫折しており、銭湯を廃業させて跡地をマンションにする計画を悟朗に明らかにして大げんかとなる。その際窯場でボヤ騒ぎが起きて悟朗は負傷し、彼の入院中、史朗は常連客の風呂仙人に湯沸かしを習い、銭湯の仕事を全面的に引き受ける。
このような中で常連客たちや、「湯道」を習っている定年間近の男性・横山らとの交流を通じ、史朗には銭湯への情が芽生えるが、退院した悟朗は、史朗の提案した廃業計画を受け入れると告げる。悟朗は、亡き父が銭湯の商売としての将来性を案じて、自分の死後廃業するように遺言していたと明かし、自分も入院をきっかけにそれに納得したと語る。兄弟は合意するが、銭湯への強い思い入れから受け入れられないいづみは家出してしまう。いづみのいない「まるきん温泉」は仕事が行き届かず、四苦八苦する兄弟は、横山との会話で、彼女が横山の話した「湯道」家元の語る「生涯最高の風呂」に強い興味を示していたと聞き、その風呂のある山中の茶屋を訪れる。
高齢の女性・夙子が暮らすその茶屋はすでに廃業していたが、二人は風呂を見せてもらう。その風呂は山中の見晴らしの良い場にある五右衛門風呂で、どうしても入りたくなった兄弟は許可を得て入ることにするが、風呂には水道がなく、自分たちで沢から水を汲み、薪を集めて沸かすという大変な手間がかかるものだった。苦労の果てに風呂に入った兄弟は、最高の入浴体験をし、さらにそこでいづみと再会する。実はいづみは夙子の孫であった。兄弟は廃業まで「まるきん温泉」をきちんと運営するためにも、いづみに戻ってきてほしいと頼む。
再開した「まるきん温泉」には、高名な温泉評論家・太田与一が訪れる。銭湯を時代遅れと見下す太田に対し、史朗や常連客らは次々に「まるきん温泉」への思いを語って反論し、太田は入浴することなく出てゆく。常連客たちに廃業計画を明かした史朗らだったが、思い直し継続を考えようとしたところで物語は終了する。

## キャスト
三浦史朗（）
演 - 生田斗真
本作の主人公。三浦家の長男であり、建築家。実家の銭湯「まるきん温泉」を畳んでマンションを建てようと画策している。
物語の2か月前の父の死去時に葬儀にも出席しなかった親不孝者の長男として、まるきん温泉の常連客でもある近所の人に叩かれる。
東京の建築士事業が上手くいかなくなったため、一時帰省し実家のまるきん温泉で弟の悟朗を不本意ながら手伝うことになる。
三浦悟朗（）
演 - 濱田岳
史朗の弟。兄に代わって「まるきん温泉」を運営しており、実家を飛び出した兄とは犬猿の仲。
秋山いづみ（）
演 - 橋本環奈
「まるきん温泉」で働く看板娘。正体は夙子の孫。
横山正
演 - 小日向文世
定年間近の郵便局員。
風呂が生きがいで湯道の家元に弟子入りして学びに行き、家でも録画した映像を見るなど熱心な湯道継承者である。
自宅の風呂の改装を機に、まるきん温泉の常連客となる。
風呂改装にあたっては退職金をつぎ込み、檜風呂にしたかったが予算の都合であきらめていた。しかし家族が檜風呂をサプライズで用意し、欲しかった「湯道具」をプレゼントしてくれたため大喜びする。
太田与一のファンで与一の著書を愛読するほど。しかし与一が傲慢かつ過激な源泉かけ流し主義で銭湯自体が邪道で昭和の遺物だと断言してしまったことに、ファンとしてたしなめる発言もしている。
小林良子
演 - 天童よしみ
「まるきん温泉」の常連客。誰もいないお風呂で思い切り歌うのが趣味。実は竜太の母であり、息子の出所を待ちわびていた。
小林竜太
演 - クリス・ハート
出所後のお風呂とコーヒー牛乳を夢見る受刑者の男。母の良子を裏切った父を許せず殺害し殺人罪で服役している母親思いの息子である。
幼少期からまるきん温泉の常連客で、母は女湯で自分は男湯で泡が入れ墨男に飛び跳ねて、入れ墨男が怒って危機的状況に陥るが、銭湯の番人の格上の入れ墨男に救われる。
受刑中も、入れ墨の暴力団関係者とみられる男とともに受刑者同士で入浴している。
出所直後はさっそくまるきん温泉を訪れ、念願のコーヒー牛乳を2本も購入して飲んでいる。子供のころから長年世話になってる先代店主である史朗と悟朗の父が亡くなったと聞いてショックを受け、追悼している。
高橋大作
演 - 寺島進
まるきん温泉の近くにある料理屋「寿々屋」の店主。ビール好きで痛風になり、妻の瑛子に制限されている。
妻の瑛子とともに、近所で家族ぐるみの長年の付き合いがある史郎を父の葬儀にも出席しなかった親不孝者として扱っていた。
高橋瑛子
演 - 戸田恵子
大作の妻。夫の大作とともにまるきん温泉の常連客で、夫の大作への不満をまるきん温泉で洗い流すのが日課となっている。
夫の大作とともに、当初は史郎を父の葬儀に出席しない親不孝者として扱っていたが、帰省で戻ってきた史郎を歓迎する。
アドリアン
演 - 厚切りジェイソン
日本人の婚約者を持つ男。
風呂のルールを誤認し脱衣所で体を洗って洗面台を泡だらけにしてしまって照幸に大目玉を食らうが、その後は風呂文化を勉強しなおす熱心な風呂好きの外国人である。最終的に銭湯の「湯を抜いた」の「ぬ」と、「湯が沸いた」の「わ」の意味まで学習している。
山岡照幸
演 - 浅野和之
アドリアンの婚約者の父。風呂に強いこだわりを持つ。
堀井豊
演 - 笹野高史
「まるきん温泉」の常連客。妻の貴子とともにまるきん温泉に来るのが楽しみであったが、貴子に先立たれる。入浴後は牛乳を飲む主義。
堀井貴子
演 - 吉行和子
豊の妻。風呂に関しては無精である。入浴後はフルーツ牛乳を飲む主義。
DJ FLOW
演 - ウエンツ瑛士
アフロヘアーで風呂好きの間では有名なラジオDJ。実はアフロヘアーはカツラであり、取るとハゲ頭が露わになる。
植野悠希
演 - 朝日奈央
太田の編集担当。執筆関連だけでなく太田にラジオ出演の仕事も打診する。
荒井正章
演 - 梶原善
史朗が銭湯の売却を持ちかけた不動産屋の店長。
鎌田一彦
演 - 大水洋介
不動産屋の従業員。荒井の部下。
山岡由希子
演 - 堀内敬子
照幸の妻で紗良の母。
山岡紗良
演 - 森カンナ
アドリアンの婚約者。
横山雅代
演 - 藤田朋子
正の妻。
横山舞香
演 - 生見愛瑠
正の次女。
横山冴香
演 - 米野真織
正の長女。
太田与一
演 - 吉田鋼太郎（特別出演）
風呂評論家。源泉かけ流し主義を標榜し、温泉の循環式は断固拒否する。銭湯は昭和の遺物として否定的で、温泉を提供していない古い銭湯が屋号に「温泉」を使うことを良く思っていない。
梶斎秋
演 - 窪田正孝（特別出演）
薫明の内弟子。家元を補佐し、療養中の代講を行う。
秋山夙子
演 - 夏木マリ
僻地で暮らす謎の老婆。実はいづみの祖母であり、風呂も提供する小さな茶屋を経営していたが廃業した過去を持つ。昔ながらの五右衛門風呂を所有している。
薫明が旅先で偶然に立ち寄って入浴して感動し、湯道の弟子たちに最高の風呂だと評している。
二之湯薫明
演 - 角野卓造
440年以上の歴史を持つ「湯道」の家元。
アメリカ大統領来日の際に、総理大臣とアメリカ大統領の風呂のお湯を沸かして外交に貢献した実績がある。
風呂仙人
演 - 柄本明
「まるきん温泉」の常連客。まるきん温泉のために廃材提供など貢献してくれる。
正体は二之湯姓で薫明の弟。30年前に家を出て仙人となり、湯道の修行をしている。
兄の薫明が病気で終末期に入り、実家に戻り薫明を浴槽に放り込んで最期の入浴をさせる。兄の死後、家元となる。

## スタッフ
- 企画・脚本：小山薫堂
- 監督：鈴木雅之
- 音楽：佐藤直紀[1]
- 挿入歌：天童よしみ、クリス・ハート「上を向いて歩こう」（UNIVERSAL SIGMA）
- 製作：大多亮、藤島ジュリーK.、市川南、堂山昌司、中沢敏明、川上純平、弓矢政法、小山薫堂
- プロデューサー：若松央樹、和田倉和利、厨子健介、山口敏功、加藤達也
- ラインプロデューサー：森賢正
- 撮影：江原祥二（J.S.C.）
- 照明：杉本崇
- 美術：棈木陽次
- 録音：武進
- 装飾：郷原慶太、竹原丈二
- 美術コーディネート：坪井一春
- 小道具：上田耕治
- 編集：田口拓也
- 選曲：藤村義孝
- 音響効果：壁谷貴弘
- スクリプター：戸国歩
- VFXスーパーバイザー：小坂一順
- カラーグレーダー：齋藤精二
- 助監督：片島章三
- 製作担当：鍋島章浩
- 配給：東宝
- 制作プロダクション：シネバザール
- 製作：映画「湯道」製作委員会（フジテレビジョン、ジェイ・ストーム、東宝、セディックインターナショナル、NBCユニバーサル・エンターテイメント、博報堂DYメディアパートナーズ、ジェイアール東日本企画、N35）

## 受賞
- 第23回ニッポン・コネクション ニッポン・シネマ賞

## スピンオフドラマ
『映画「湯道」アナザーストーリー「湯道への道」』は映画撮影の裏側にはこんなエピソードがあったのかもといったコメディドラマ。映画に先駆け2023年2月16日にAmazon Prime Videoから配信された。2月29日（28日深夜）には特別編集版がフジテレビ「Tナイト」枠でに放送されている。
- 出演：生田斗真、窪田正孝、中村アン、金田明夫、六平直政、正名僕蔵、中丸新将、平泉成、小野武彦、竜雷太
- 脚本：中村允俊
- 監督：鈴木雅之、片島章三、高橋由妃
- 製作：フジテレビジョン

## スピンオフ漫画
いづみの前日譚を描くスピンオフコミック『いいお湯でした。』（原案：小山薫堂、作画：冬川智子）が「comicブースト」（幻冬舎コミックス）にて2022年11月26日から2023年1月6日まで連載された。
- 単行本：2023年1月30日発売[9]、ISBN 978-4-3448-5174-0